# 迪米塔爾·薩塞羅夫
迪米塔爾·薩塞羅夫（1961年—），任職於美國的保加利亞天文學家，現在哈佛大學擔任天文學教授，並且是哈佛生命起源小組的主任（Harvard Origins of Life Initiative）。2002年時薩塞羅夫帶領的團隊發現了當時已知銀河系內距離地球最遠的系外行星。

## 經歷
薩塞羅夫生於保加利亞首都索菲亞。父親是考古學家，母親是園藝學家。他在年幼時就對天文有興趣，並曾使用小型望遠鏡觀測木星的衛星。薩塞羅夫於内塞伯爾完成小學教育，再於布爾加斯完成中學教育。
1980年代薩塞羅夫在索非亞大學物理系學習天文學。他在一篇同行評審的國際科學期刊發表論文以後，他獲得了加拿大多倫多大學的入學許可。但當時保加利亞當局並未准許他離開保加利亞，因此他繼續在索非亞大學就讀，並於1988年獲得該校物理學博士。之後不久因為東歐劇變，薩塞羅夫得以前往多倫多大學就讀，並於1990年獲得天文學博士。
1991年薩塞羅夫進入哈佛－史密松天体物理中心，並且在1998年起擔任哈佛大學天文學教授。2002年薩塞羅夫和他的團隊發現了位於人馬座，發現至今在銀河系內距離地球最遠的太陽系外行星 OGLE-TR-56b。薩塞羅夫以新方式搜尋與地球類似的系外行星，並且是克卜勒太空望遠鏡的其中一位參與科學家。他的其他研究尚有輻射與物質之間的交互作用。

## 著作
- The Life of Super-Earths: How the Hunt for Alien Worlds and Artificial Cells Will Revolutionize Life on Our Planet, January 24, 2012, Basic Books, 240p, ISBN 978-0465021932

## 外部連結
- . Harvard-Smithsonian Center for Astrophysics.   [21 July 2010]. （原始内容存档于2021-02-28）.
- . TED.com. July 2010  [21 July 2010]. （原始内容存档于2010-07-27）.